# Internationale Filmfestspiele von Cannes 1986
Die 39. Internationalen Filmfestspiele von Cannes 1986 fanden vom 8. Mai bis zum 19. Mai 1986 statt.

## Wettbewerb
Im Wettbewerb des diesjährigen Festivals wurden folgende Filme gezeigt:
| Filmtitel                          | Regisseur              | Produktionsland                      | Darsteller (Auswahl)                                |
| Abendanzug                         | Bertrand Blier         | Frankreich                           | Gérard Depardieu, Michel Blanc, Miou-Miou           |
| Armer Schmetterling                | Raúl de la Torre       | Argentinien                          |                                                     |
| Boris Godunow                      | Sergei Bondartschuk    | Sowjetunion                          |                                                     |
| La dernière image                  | Mohamed Lakhdar-Hamina | Algerien                             | Véronique Jannot                                    |
| Down By Law                        | Jim Jarmusch           | USA                                  | Tom Waits, John Lurie, Roberto Benigni              |
| Eu Sei Que Vou Te Amar             | Arnaldo Jabor          | Brasilien                            | Fernanda Torres                                     |
| Expreß in die Hölle                | Andrei Kontschalowski  | USA, Israel                          | Jon Voight, Eric Roberts, Rebecca De Mornay         |
| Fool for Love – Verrückt vor Liebe | Robert Altman          | USA                                  | Sam Shepard, Kim Basinger, Harry Dean Stanton       |
| The Fringe Dwellers                | Bruce Beresford        | Australien                           |                                                     |
| Genesis                            | Mrinal Sen             | Indien, Schweiz, Belgien, Frankreich | Shabana Azmi, Naseeruddin Shah, Om Puri             |
| I Love You                         | Marco Ferreri          | Frankreich, Italien                  | Christopher Lambert                                 |
| Max mon amour                      | Nagisa Ōshima          | Frankreich, USA, Japan               | Charlotte Rampling, Anthony Higgins, Victoria Abril |
| Mission*                           | Roland Joffé           | Großbritannien                       | Jeremy Irons, Robert De Niro, Aidan Quinn           |
| Mona Lisa                          | Neil Jordan            | Großbritannien                       | Bob Hoskins, Cathy Tyson, Michael Caine             |
| Opfer                              | Andrei Tarkowski       | Schweden, Großbritannien, Frankreich | Erland Josephson, Susan Fleetwood                   |
| Otello                             | Franco Zeffirelli      | Italien, Niederlande                 | Plácido Domingo, Katia Ricciarelli, Justino Díaz    |
| Rosa Luxemburg                     | Margarethe von Trotta  | Deutschland, Tschechoslowakei        | Barbara Sukowa, Daniel Olbrychski, Otto Sander      |
| Schauplatz des Verbrechens         | André Téchiné          | Frankreich                           | Catherine Deneuve, Danielle Darrieux                |
| Thérèse                            | Alain Cavalier         | Frankreich                           | Catherine Mouchet                                   |
| Die Zeit nach Mitternacht          | Martin Scorsese        | USA                                  | Griffin Dunne, Rosanna Arquette, Linda Fiorentino   |

* = Goldene Palme

## Internationale Jury
Jurypräsident war in diesem Jahr Sydney Pollack. Er stand folgender Jury vor: Charles Aznavour, Sônia Braga, Lino Brocka, Tonino Delli Colli, Philip French, Alexandre Mnouchkine, István Szabó, Danièle Thompson und Alexandre Trauner.

## Preisträger
- Goldene Palme: Mission
- Großer Preis der Jury: Opfer
- Sonderpreis der Jury: Thérèse
- Bester Schauspieler: Michel Blanc in Abendanzug und Bob Hoskins in Mona Lisa
- Beste Schauspielerin: Barbara Sukowa in Rosa Luxemburg und Fernanda Torres in Eu Sei Que Vou Te Amar
- Bester Regisseur: Martin Scorsese für Die Zeit nach Mitternacht
- Beste künstlerische Einzelleistung: Sven Nykvist für seine Kameraführung in Opfer
- Technikpreis: Mission

## Weitere Preise
- FIPRESCI-Preis: Opfer und Der Untergang des amerikanischen Imperiums
- Preis der Ökumenischen Jury: Opfer
- Un Certain Regard: Der Mann aus Asche
- Caméra d’Or: Schwarz und weiß